# لانديدنو
خلَنددنو (بالويلزية: Llandudno) بلدة ساحلية سياحية في شمال ويلز، تأسست لتكن منتجعا في العهد الفكتوري.

## المواصلات
يربطها قطار فرعي بخط سكة حديد شمال ويلز، وطريق متفرع عن الطريق الرئيسي 55.

## معرض صور

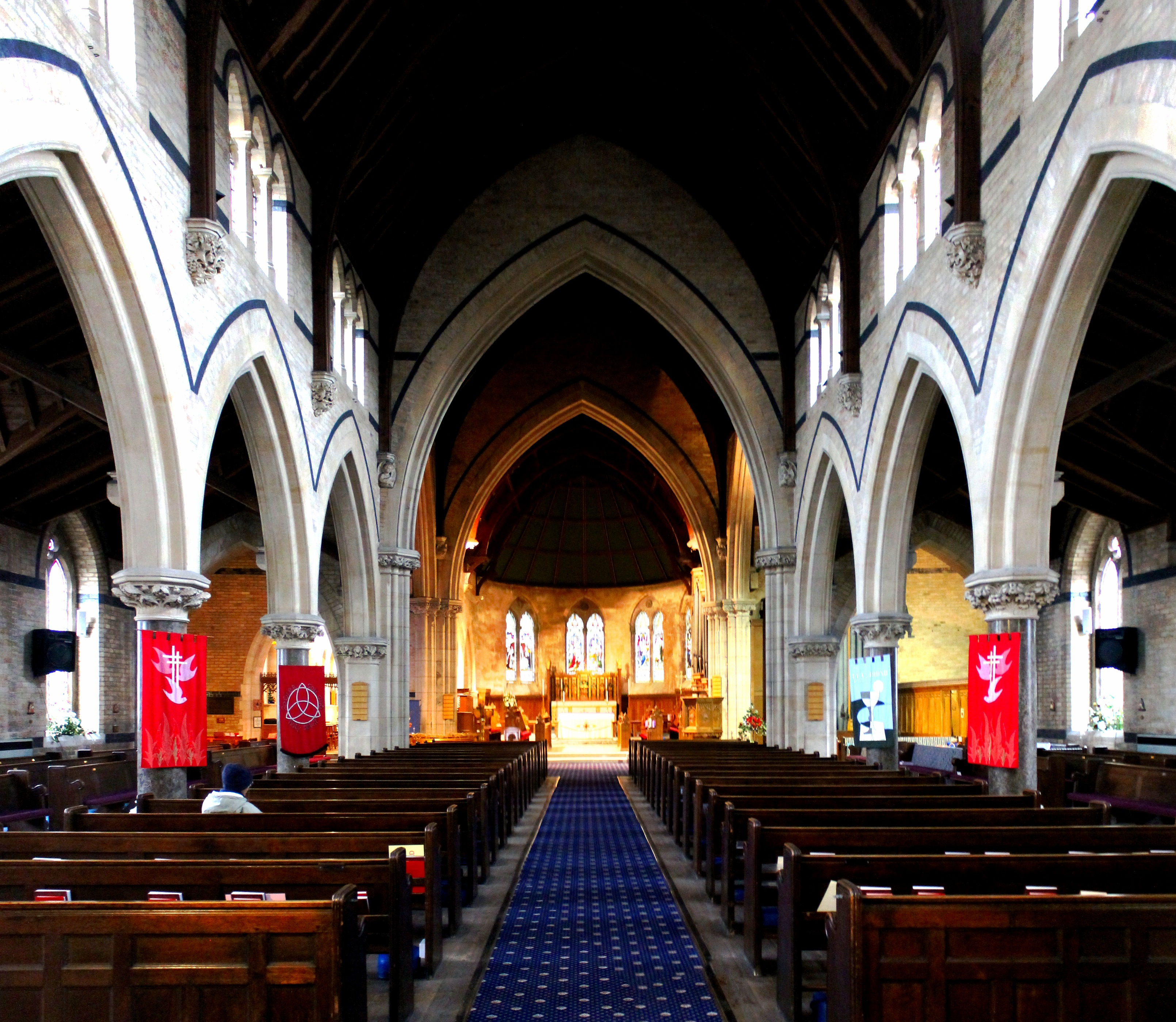
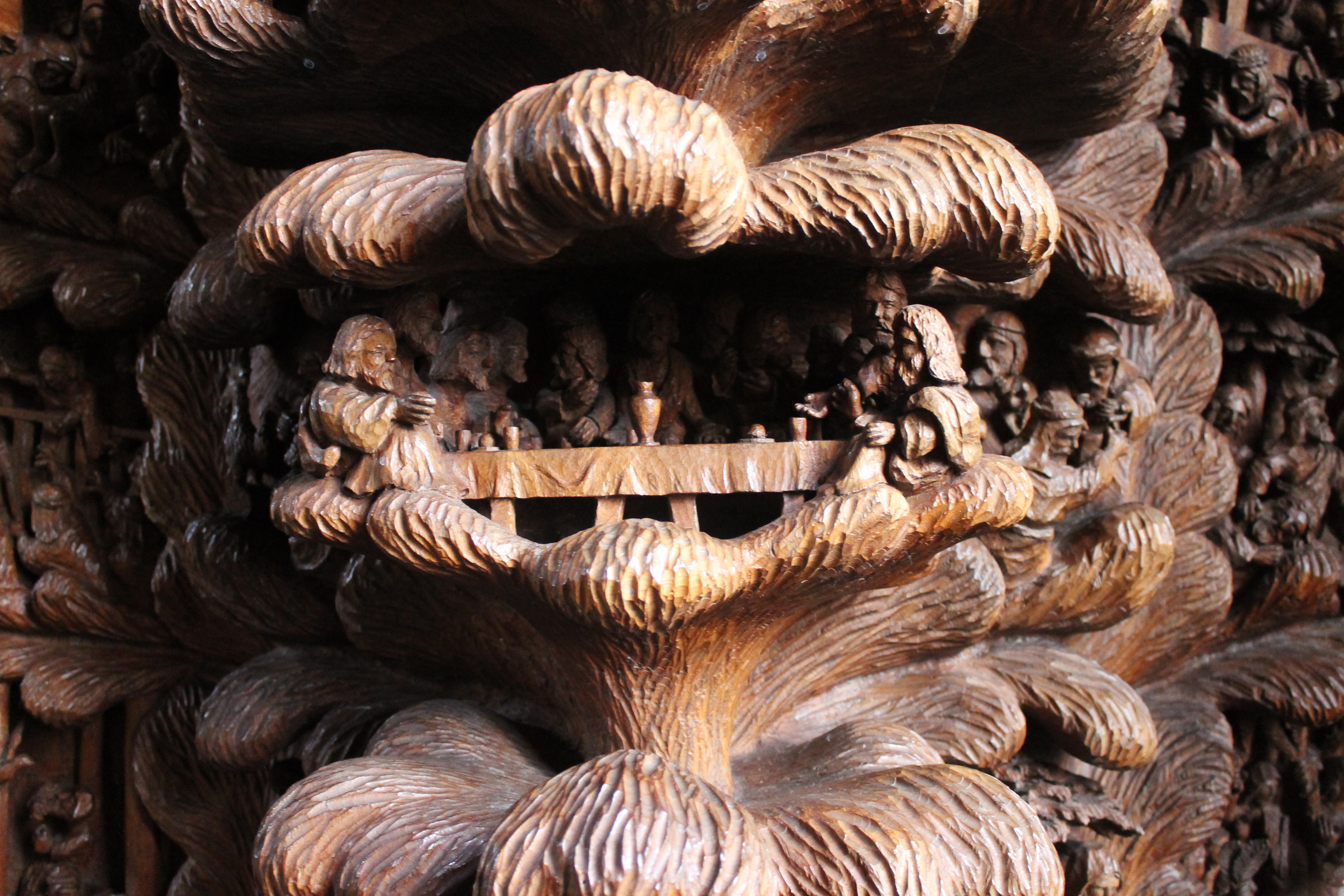
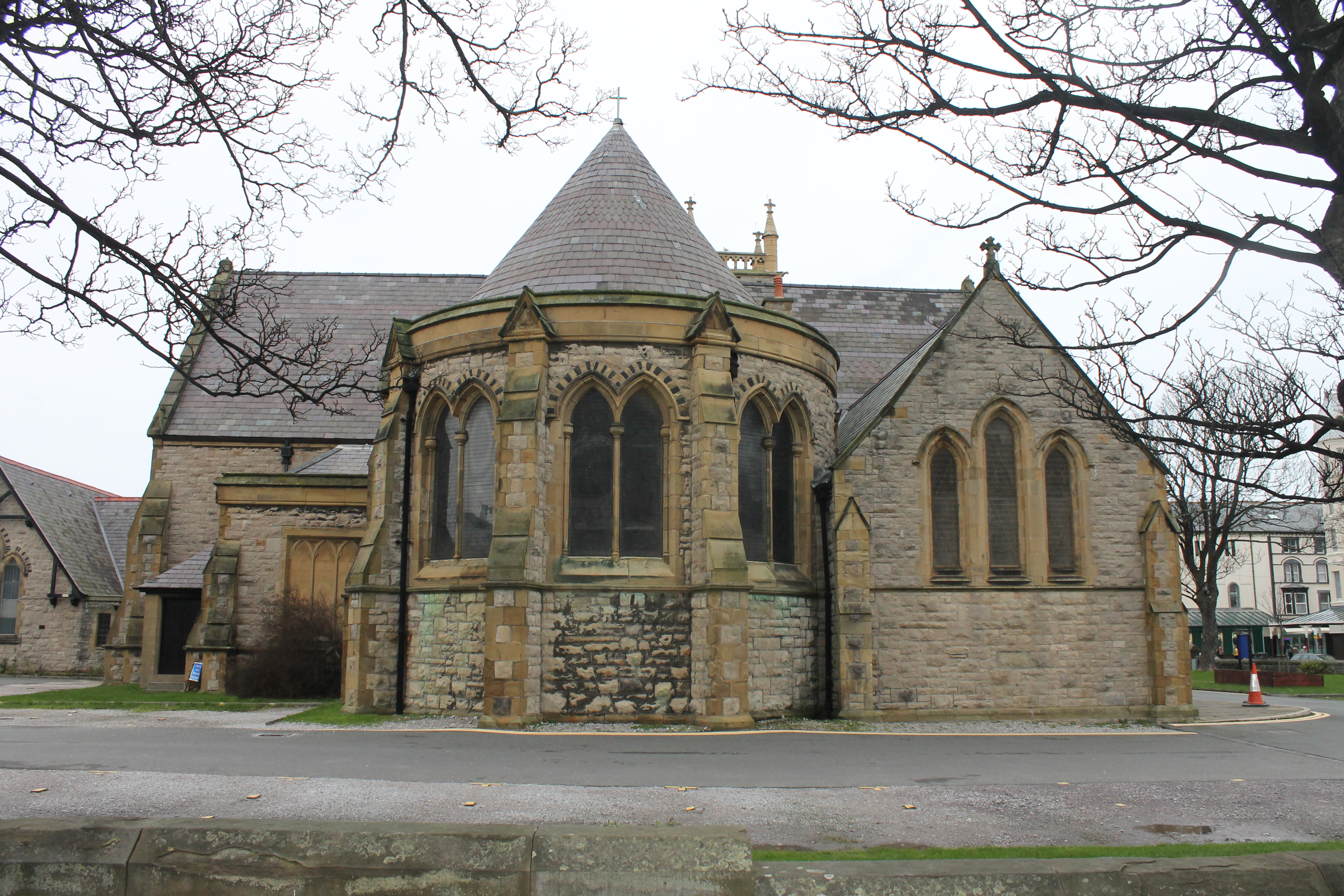
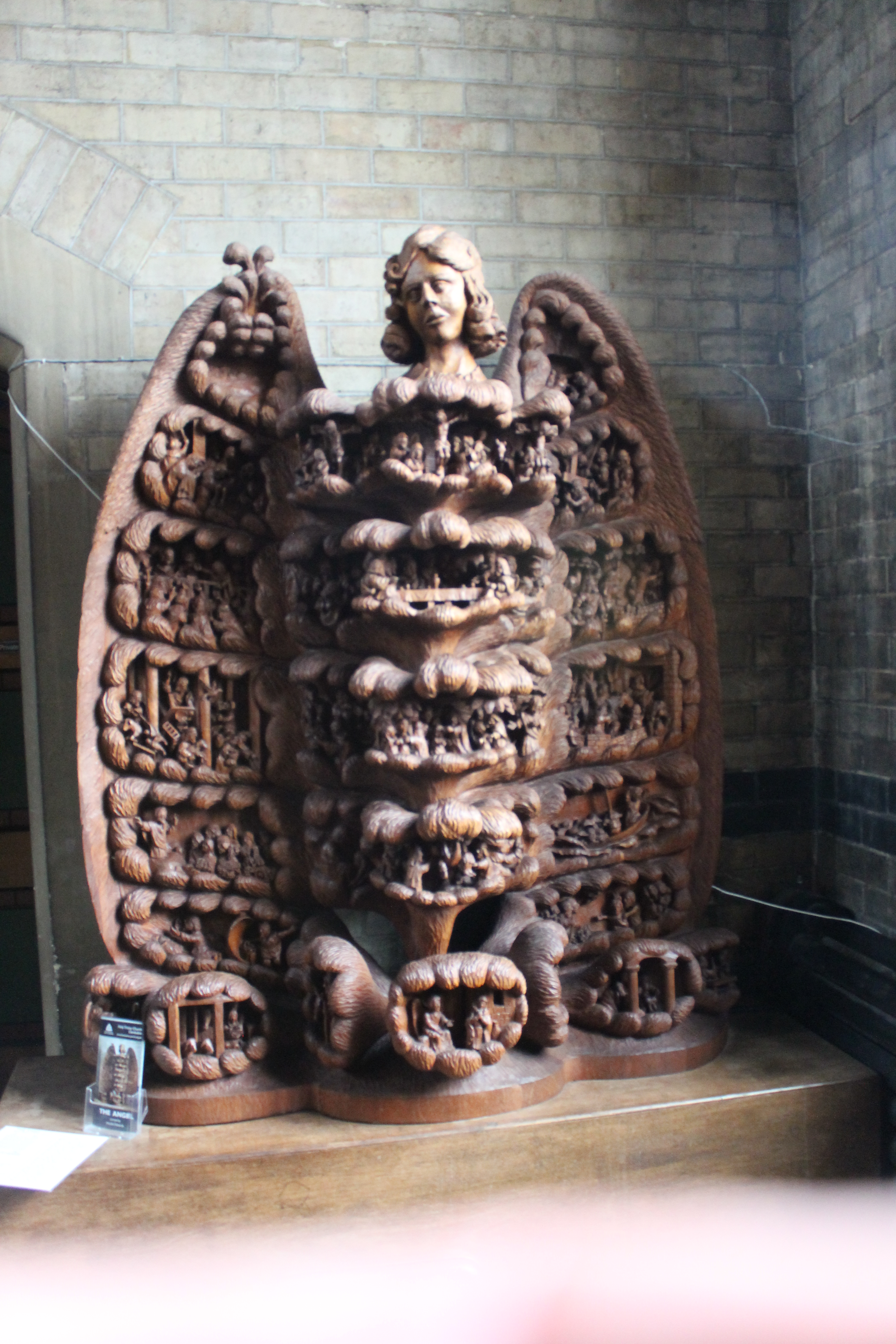
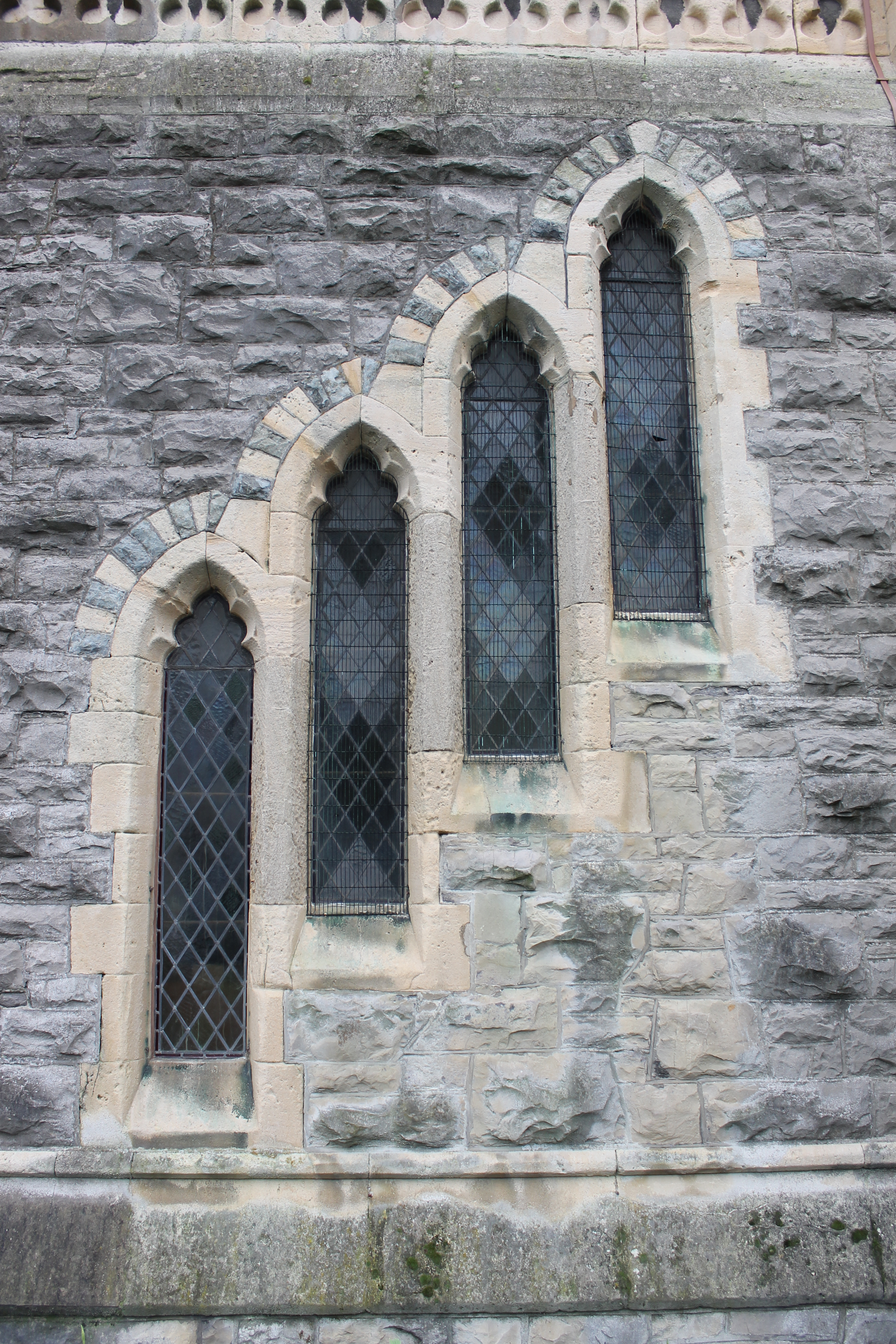
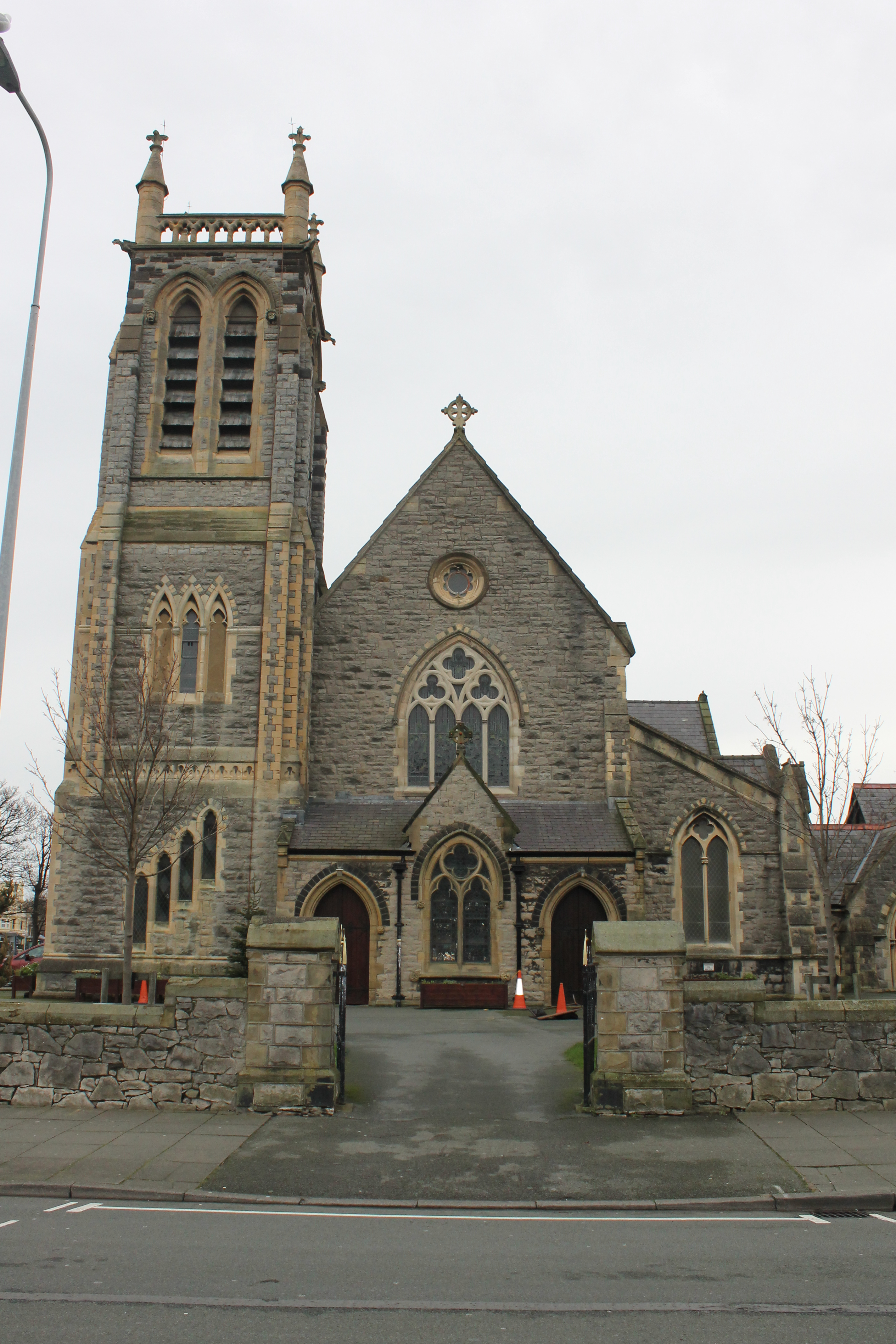

## أعلام
- هيو هيوز
- تشارلز وودز
- جوي جونز
- جيري همفريز
- هيو فويكس
- سيدني ماري طومسون
- بين جونسون
- جيمس سيسيل بارك